# Ротердам
Ротердам (хол. Rotterdam) је град и лука у Холандији, на ушћу Рајне у Северно море. Иако је Ротердам у Холандији други град по величини, најважнији је саобраћајни чвор државе. Лука Ротердама је највећа у Европи и трећа по величини на свету.
По подацима из 2023. у граду живи 664.311 становника. Град Ротердам лежи у просеку 2 m испод нивоа мора. Ротердам је поред Ден Хага и Амстердама важан културни центар Холандије. Град има више универзитета, виших школа, као и музичку и академију уметности. Ротердам је стари историјски град, а тај статус носи од давне 1328. године. Током бурне холандску и уопште, низоземска историје, имао је важну улогу у многим догађајима. Данас је ово модерни центар светског значаја, и атрактивна туристичка дестинација.

## Географија

### Географски положај
Град Ротердам се налази на западу државе, на ушћу реке Мезе и Рајне у Северно море. Град припада агломерацији Рандстом и граничи се са општинама Шиједам (хол. Schiedam), Влардинген (хол. Vlaardingen) и Дордрехт (хол. Dordrecht).

### Надморска висина
Град Ротердам лежи целом површином испод нивоа мора. Најнижа насељена тачка Холандије налази се на североистоку града, на -6,67 m. Град је заштићен бранама и константно се из њега испумпава вода, јер би природним порастом подземног нивоа воде били потопљени многи делови града.

### Подела града
Град је подељен реком Нови Мас (Nieuwe Maas), који је важан рукавац Рајнине делте, на северни и јужни дио. Сам центар града се налази северно од реке. Центар града се у скорије време проширио јужно од реке. Град је повезан многобројним тунелима и мостовима.

## Историја
"Брана на Роте“ или Ротердам је грађена 1260-их. година, када је изграђена брана на реци Роте. Од 7. јуна 1340. године Ротердам има статус града који му је доделио Виљем IV од Холандије (енгл. Willem IV of Holland), град је тада имао око 2000 насељеника.

## Становништво
Према процени, у граду је 2008. живело 592.673 становника.
| 1980.   | 1990.   | 2000.   | 2008.   | 2016.   |
| ------- | ------- | ------- | ------- | ------- |
| 579.194 | 579.179 | 592.673 | 580.952 | 631.155 |

## Партнерски градови
- Келн
- Еш сир Алзет
- Лил
- Торино
- Лијеж
- Бургас
- Констанца
- Гдањск
- Шангај
- Хавана
- Санкт Петербург
- Балтимор
- Лас Палмас де Гран Канарија
- Дрезден
- Истанбул
- Сурабаја
- Сегедин
- Kuching
- Ливерпул
- Братислава
- Осло
- Махачкала
- Буенос Ајрес
- Џакарта